# 460-мм орудие Тип 94
460-мм орудие Тип 94 — морское корабельное артиллерийское орудие, применявшееся японским флотом в годы Второй мировой войны. Состояло на вооружении линкоров типа «Ямато» — «Ямато» и «Мусаси», также предполагалось установить орудия этого типа на линкоре «Синано», впоследствии достроенном как авианосец. В целях сохранения секретности орудие официально именовалась «40 см/45 Тип 94 морское орудие». Оно стало крупнейшим и мощнейшим корабельным орудием, применявшимся во Второй мировой войне.

## Разработка
К разработке корабельных орудий сверхкрупного калибра японский флот приступил в 1920-х годах, в рамках проекта линкора № 13. Специально для него было сконструировано орудие калибром 480 мм, изготовленное в двух экземплярах. Один из них разрушился при выстреле на испытаниях, второй сохранился до конца Второй мировой войны и попал в руки американцам. Орудие имело длину ствола 45 калибров и могло стрелять снарядами массой 1750 кг. Однако когда в 1934 году был поднят вопрос о вооружении перспективных линкоров, 480-мм орудия были сочтены чрезмерно тяжёлыми и громоздкими. Тем не менее, японский флот требовал пушек более мощных, чем 410-мм орудия линкоров типа «Нагато», стремясь к достижению огневого превосходства над американскими линкорами, которые предполагалось вооружить 406-мм пушками.
Работы над орудием велись в 1934 — 1939 годах под руководством инженера С. Хада. Японский флот принял беспрецедентные меры по сохранению секретности и об истинном калибре артиллерии линкоров типа «Ямато» американцы узнали уже после окончания войны. До этого они полагали, что новейшие японские линкоры вооружены 406-мм орудиями.

## Конструкция
При создании орудий Тип 94 использовались как передовые, так и уже устаревшие артиллерийские технологии. Ствол состоял из четырёх скреплённых труб-цилиндров, причём внутренние изготавливались по методу центробежной отливки. Внешние слои представляли собой конструкцию, аналогичную британским орудиям времён Первой мировой войны, и представлявшую собой стальные трубы, на которые была навита стальная проволока. Этот метод считался устаревшим в конце 1930-х годов, но в целом конструкция стволов оказалась достаточно прочной. Ствол имел 72 равномерных нареза, глубиной 4,6 мм.
Скорострельность орудия колебалась от 1,5 до 2 выстрелов в минуту. Это было связано с тем, что заряжание орудия осуществлялось при фиксированном угле +3° и требовалось время для возврата орудия на линию заряжания. Наведение орудий осуществлялось с помощью гидропривода. Готовый к бою боезапас располагался внутри основания башен и доставлялся к орудиям тремя элеваторами. В конструкции предусматривалось лишь ограниченное количество мер безопасности, но хорошо обученный персонал справлялся со своими задачами практически без замечаний. В целом, как артиллерийская система, орудие Тип 94 показало себя очень надёжным и не страдало характерными для новой техники «детскими болезнями».

## Боеприпасы

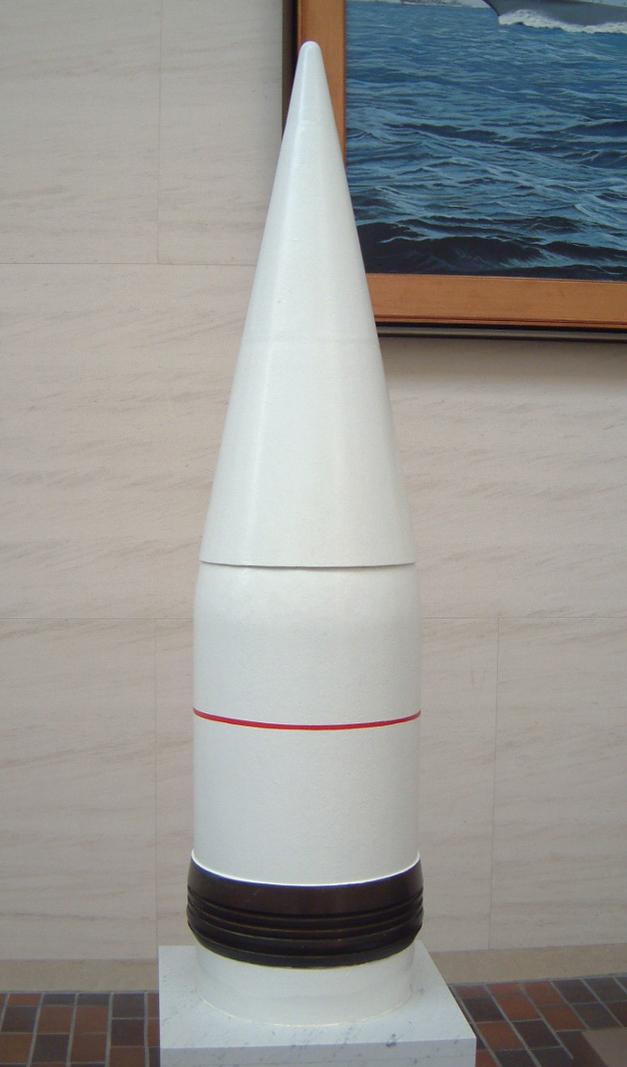
Бронебойный снаряд Тип 91.

В период перед Второй мировой войной специалисты японского флота упорно искали новые, часто необычные способы добиться качественного преимущества своих вооружений перед лицом численного превосходства потенциальных противников. К подобным мерам относились и боеприпасы орудия Тип 94. В особенности это относилось к бронебойному снаряду Тип 91. Именно на него японские моряки возлагали большие надежды в предполагаемом генеральном сражении с линейными силами американского флота.

### Бронебойный снаряд Тип 91
Идея разработки бронебойного снаряда принципиально новой конструкции появилась у японских специалистов после проведённых в 1923 году опытов по обстрелу недостроенного линкора «Тоса». В ходе стрельб новейшими 410-мм снарядами один из них упал в воду примерно в двадцати метрах от борта «Тоса» и пройдя под водой попал в незащищённый борт на 3,5 метра ниже ватерлинии, пробил его и взорвался в снарядном погребе. Поскольку погреб был пуст, линкор не погиб, но набрал около 3000 тонн воды. Однако в боевых условиях подобное попадание стало бы гибельным для корабля. Считая такие попадания достаточно вероятными, японские артиллеристы приступили к разработке специальных снарядов, способных поражать корабли противника при недолётах. Одним из таких образцов стал Тип 91 .

Конструктивная схема бронебойного снаряда Тип 91.

Масса снаряда Тип 91 составляла 1460 кг и он оказался самым тяжёлым снарядом, реально применённым в морских боях Второй мировой войны. Содержание взрывчатого вещества — тринитроанизола составляло 1,5 % от веса снаряда — около 22 кг . Следует заметить, что это был далеко не предел возможной массы для боеприпаса калибра 460 мм. Американские специалисты отмечали, что будь этот снаряд спроектирован по принятому у них образцу, его вес составил бы около 1780 кг . Можно заметить также, что 457-мм снаряд для проектировавшихся после Второй мировой войны в СССР линкоров, должен был весить 1720 кг. Но основной особенностью Типа 91 был не его вес.

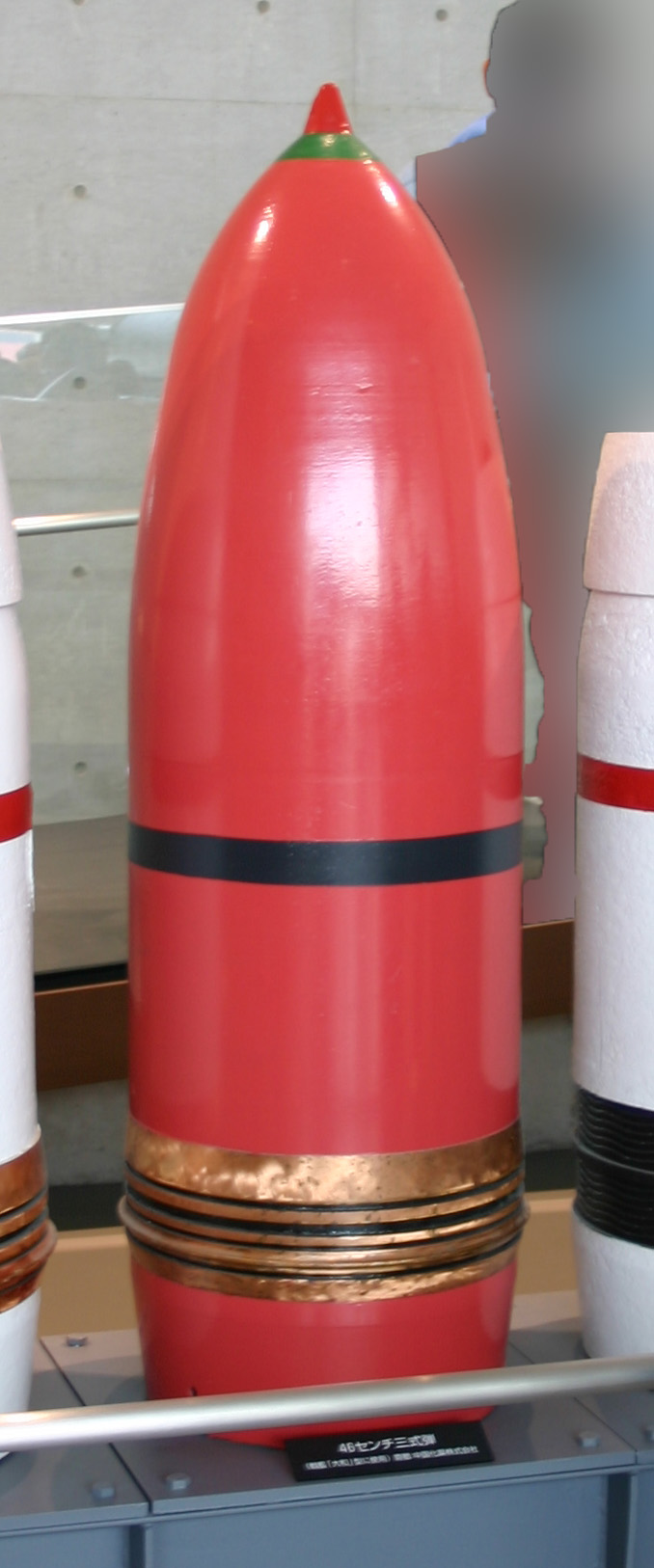
Снаряд Тип 91 мод 3.

Снаряд был специально спроектирован как ныряющий и должен был сохранять траекторию движения под водой. Для этой цели он получил особую конструкцию. Бронебойный наконечник снаряда состоял из двух частей. Внешняя была обычной для бронебойных снарядов формы и скреплялась с внутренней тонкими стержнями, которые ломались при попадании в воду, после чего внешний наконечник отваливался, открывая внутренний. Последний был особой плоской формы, что позволяло снаряду пройти под водой до 50 метров, прежде чем он начинал тонуть. Вся эта двойная конструкция закрывалась сверху тонким баллистическим колпачком.
Ещё одной важной особенностью снаряда было очень значительное замедление взрывателя — 0,4 секунды. Предполагалось, что это позволит снаряду успешно пробить борт и взорваться даже после 50-метрового пути в воде. Однако при попадании не в воду, а сразу в корабль, снаряд взрывался лишь после того, как успевал пролететь 120—150 метров, уже пробив слабозащищённую цель насквозь и удалившись на безопасное расстояние от неё. В целом, снаряд Тип 91 был бы очень хорош для стрельбы на недолётах, хорошо пробивал толстую броню за счёт огромной массы и хороших баллистических характеристик, но был весьма неэффективен против слабобронированных и небронированных частей корабля.

### Осколочно-зажигательный снаряд Тип 91 мод. 3

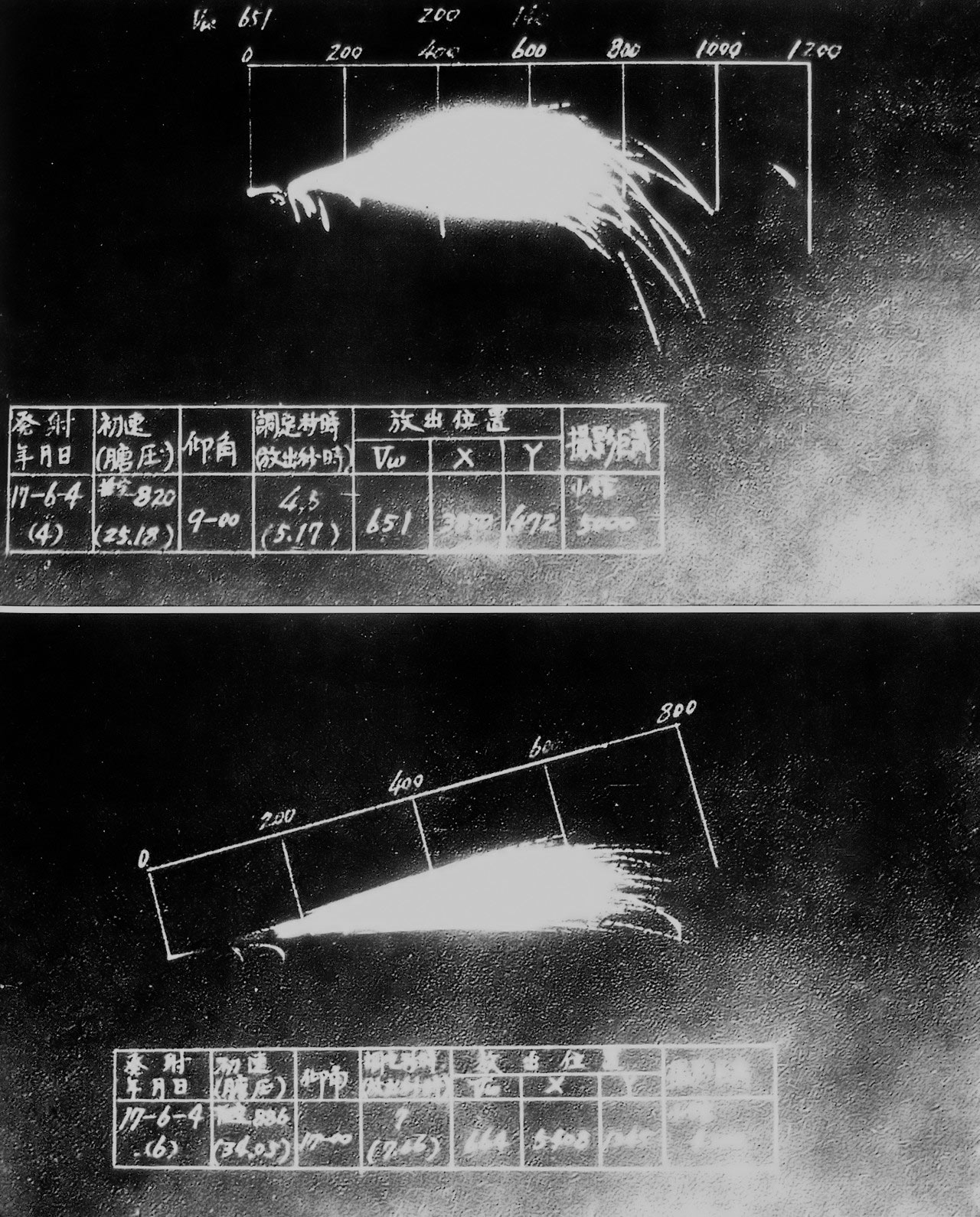
Действие осколочно-зажигательного снаряда Тип 91 мод. 3.

Весьма необычной конструкцией отличался и другой 460-мм снаряд, известный как «обыкновенный» (англ. common) тип 91 мод. 3. Фактически он представлял собой зенитный шрапнельный снаряд массой 1360 кг. Он представлял собой полый тонкостенный цилиндр, заполненный восемью слоями цилиндрических поражающих элементов. Осколочные элементы представляли собой стальные стержни, зажигательные — полые трубки с зажигательной смесью. Всего в снаряде содержалось 900 зажигательных и 600 осколочных элементов. Головной дистанционный взрыватель имел время установки от 0 до 55 секунд. При срабатывании взрывателя активировался заряд, находившийся в концевой части снаряда, взрыв которого разбрасывал поражающие элементы на значительное расстояние. Зажигательные элементы загорались примерно через 0,5 секунды и давали язык пламени до 5 метров, с температурой около 3000°. Разрыв снаряда тип 91 мод. 3 производил большое зрительное впечатление, но реальное поражающее действие было скромным. Японский флот имел целый ряд снарядов такого типа различных калибров, но американские пилоты, против которых эти снаряды применялись, характеризовали их как «эффектные, но неэффективные».

## Система управления огнём
Огнём главного калибра управляла наиболее сложная и, возможно, наиболее совершенная система доэлектронной эры: «тип 98». Она включала в себя следующие компоненты:
1. пять дальномеров, из них четыре с рекордной базой — 15,5 метров. Качество японской оптики соответствовало мировым стандартам;
2. два директора, выдававшие данные об углах вертикальной и горизонтальной наводки;
3. прибор слежения за целью;
4. устройство производства стрельбы;
5. электромеханический вычислитель, являвшийся «изюминкой» системы. Входившие в его состав три блока не только позволяли рассчитывать данные о курсе цели и углах наведения собственных орудий, но и позволяли вводить всевозможные поправки, включая даже географическую широту и зависимость от дня календаря.

В целом система была весьма эффективной и в условиях хорошей видимости ничуть не уступала аналогичным американским, основанным на применении радаров. Однако при плохой видимости, и тем более ночью японцы оказывались в крайне невыгодном положении, особенно под конец войны. После войны американские специалисты внимательно изучили эту систему.
По их заключениям, изученные приборы были далеки от совершенства, неоправданно сложны, имели многочисленные недостатки, но… обладали высокими потенциальными возможностями. Начав «за упокой», артиллерийские спецы закончили «во здравие», порекомендовав принять их на вооружение «ввиду очевидной выгоды».

## Сравнительная характеристика
| Сравнительные характеристики артиллерии главного калибра линкоров постройки 1903—1940-х годов |                     |                     |                                                                         |                                                                         |             |                 |          |              |              |             |
| Характеристики                                                                                | «Кинг Джордж V»     | «Вэнгард»           | «Шарнхорст»                                                             | «Бисмарк»                                                               | «Литторио»  | «Норт Кэролайн» | «Айова»  | «Дюнкерк»    | «Ришельё»    | «Ямато»     |
| Государство                                                                                   | Флаг Великобритании | Флаг Великобритании | Красный флаг, в центре которого находится белый круг с чёрной свастикой | Красный флаг, в центре которого находится белый круг с чёрной свастикой | Флаг Италии | Флаг США        | Флаг США | Флаг Франции | Флаг Франции | Флаг Японии |
| Тип орудия                                                                                    | Mk VII              | Mk I/N              | 28cmSKC/34                                                              | 38cmSKC/34                                                              | Ansaldo1934 | Mk6             | Mk7      | M1931        | M1935        | Type 94     |
| Калибр, мм                                                                                    | 356                 | 381                 | 283                                                                     | 380                                                                     | 381         | 406             | 406      | 330          | 380          | 460         |
| Масса орудия, кг.                                                                             | 80 256              | 101 605             | 53 250                                                                  | 111 000                                                                 | 111 664     | 100 363         | 121 519  | 70 535       | 94 130       | 165 000     |
| Масса бронебойного снаряда, кг                                                                | 721                 | 879                 | 330                                                                     | 800                                                                     | 885         | 1225            | 1225     | 560          | 884          | 1460        |
| Масса ВВ в снаряде, кг                                                                        | ?                   | 22                  | 7,84                                                                    | 18,8                                                                    | ?           | 18,36           | 18,36    | 20,3         | 21,9         | 22          |
| Начальная скорость снаряда, м/с                                                               | 757                 | 749                 | 890                                                                     | 820                                                                     | 850 (870)   | 701             | 762      | 870          | 830          | 780         |
| Максимальная дальность стрельбы, м                                                            | 35 260              | 30 500              | 42 747                                                                  | 36 520                                                                  | 42 263      | 33 741          | 38 720   | 41 700       | 41 700       | 42 030      |